# Mouthier-Haute-Pierre
Mouthier-Haute-Pierre és un municipi francès situat al departament del Doubs i a la regió de Borgonya - Franc Comtat. L'any 2007 tenia 314 habitants.

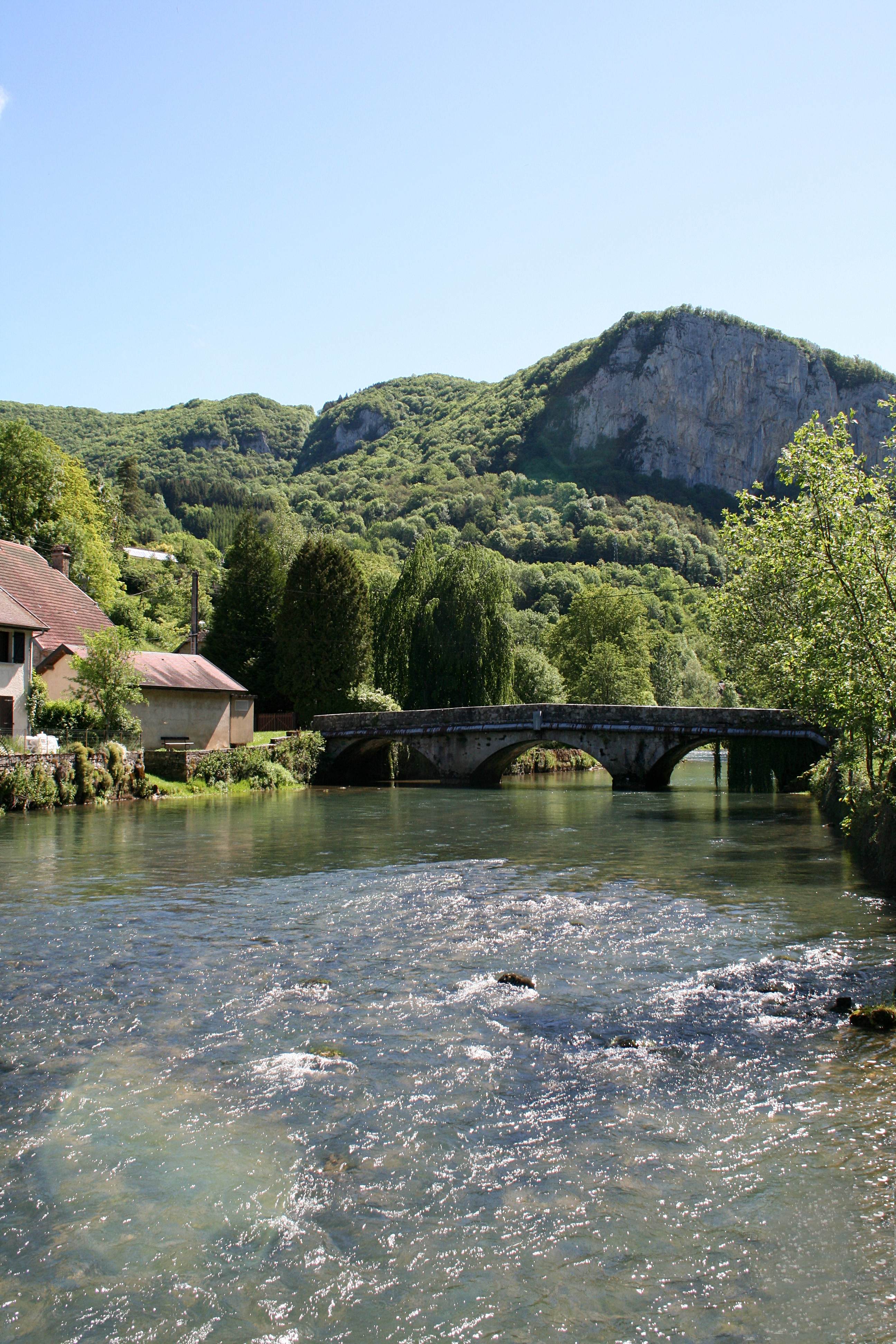
El riu Loue al seu pas per Mouthier-Haute-Pierre

## Demografia

### Població
El 2007 la població de fet de Mouthier-Haute-Pierre era de 314 persones. Hi havia 148 famílies de les quals 60 eren unipersonals (28 homes vivint sols i 32 dones vivint soles), 56 parelles sense fills i 32 parelles amb fills.
La població ha evolucionat segons el següent gràfic:
Habitants censats

### Habitatges
El 2007 hi havia 258 habitatges, 156 eren l'habitatge principal de la família, 82 eren segones residències i 20 estaven desocupats. 216 eren cases i 42 eren apartaments. Dels 156 habitatges principals, 113 estaven ocupats pels seus propietaris, 39 estaven llogats i ocupats pels llogaters i 4 estaven cedits a títol gratuït; 2 tenien una cambra, 7 en tenien dues, 24 en tenien tres, 35 en tenien quatre i 88 en tenien cinc o més. 83 habitatges disposaven pel capbaix d'una plaça de pàrquing. A 92 habitatges hi havia un automòbil i a 45 n'hi havia dos o més.

### Piràmide de població
La piràmide de població per edats i sexe el 2009 era:
| Homes | Edats   | Dones |
| ----- | ------- | ----- |
| 0     | 95 o +  | 0     |
| 0     | 90 a 94 | 0     |
| 8     | 85 a 89 | 8     |
| 8     | 80 a 84 | 4     |
| 4     | 75 a 79 | 12    |
| 4     | 70 a 74 | 16    |
| 12    | 65 a 69 | 8     |
| 8     | 60 a 64 | 4     |
| 12    | 55 a 59 | 4     |
| 12    | 50 a 54 | 28    |
| 12    | 45 a 49 | 4     |
| 12    | 40 a 44 | 12    |
| 12    | 35 a 39 | 8     |
| 4     | 30 a 34 | 12    |
| 16    | 25 a 29 | 12    |
| 12    | 20 a 24 | 12    |
| 4     | 15 a 19 | 12    |
| 16    | 10 a 14 | 12    |
| 4     | 5 a 9   | 4     |
| 8     | 0 a 4   | 0     |

## Economia
El 2007 la població en edat de treballar era de 200 persones, 139 eren actives i 61 eren inactives. De les 139 persones actives 134 estaven ocupades (78 homes i 56 dones) i 5 estaven aturades (2 homes i 3 dones). De les 61 persones inactives 20 estaven jubilades, 15 estaven estudiant i 26 estaven classificades com a «altres inactius».

### Ingressos
El 2009 a Mouthier-Haute-Pierre hi havia 159 unitats fiscals que integraven 307 persones, la mediana anual d'ingressos fiscals per persona era de 18.475 €.

### Activitats econòmiques
Dels 20 establiments que hi havia el 2007, 5 eren d'empreses extractives, 3 d'empreses alimentàries, 1 d'una empresa de fabricació d'altres productes industrials, 1 d'una empresa de construcció, 3 d'empreses de comerç i reparació d'automòbils, 1 d'una empresa de transport, 2 d'empreses d'hostatgeria i restauració, 2 d'empreses de serveis, 1 d'una entitat de l'administració pública i 1 d'una empresa classificada com a «altres activitats de serveis».
Dels 3 establiments de servei als particulars que hi havia el 2009, 1 era una oficina de correu, 1 paleta i 1 restaurant.
Dels 2 establiments comercials que hi havia el 2009, 1 era una botiga de menys de 120 m² i 1 una fleca.
L'any 2000 a Mouthier-Haute-Pierre hi havia 3 explotacions agrícoles.

## Poblacions més properes
El següent diagrama mostra les poblacions més properes.